# 澎湖縣社區大學
澎湖縣社區大學（英語：Penghu Community College），簡稱澎湖社大，是位於台灣澎湖縣馬公市的社區大學，創立於2008年12月21日，校本部設於國立空中大學澎湖學習指導中心。

## 簡介
澎湖縣社區大學於2008年由國立空中大學校長陳松柏籌辦，澎湖縣政府委辦，國立空中大學澎湖學習指導中心承辦相關業務，實際執行則由澎湖縣社區大學的行政單位負責。
2008年12月21日，澎湖縣社區大學正式揭牌，並與國立空中大學澎湖學習指導中心共用校舍，由張鐸嚴出任首位校長。澎湖社大開辦之後，被期許能夠提供澎湖縣地區不同年齡層民眾終身學習的機會。
2017年4月19日，澎湖縣社區大學於澎湖縣七美鄉西湖活動中心成立「南海分校」。

## 歷任校長
| 任次   | 姓名   | 任期起訖              | 備註                                                          |
| ------ | ------ | --------------------- | ------------------------------------------------------------- |
| 第一任 | 張鐸嚴 | 2008年11月－2009年9月 | 時任國立空中大學社會科學系主任                                |
| 第二任 | 徐瓊信 | 2009年9月－2016年     | 時任國立澎湖科技大學觀光休閒系副教授 國立空中大學澎湖中心主任 |
| 第三任 | 李文祝 |                       |                                                               |
| 第四任 | 胡俊傑 | 2019年9月－           | 時任國立澎湖科技大學海洋遊憩系副教授                          |

## 成果發表
澎湖縣社區大學2008年自開辦以來，提供課程多元，譬如外語會話、繪畫書法、拼布裁縫、舞蹈氣功、中西樂器等課程，每學期結束常會有成果展覽或發表會。
2019年，澎湖縣社區大學的講師曾佛賜特地延請住在西嶼鄉大池村高齡八十餘歲的大目船師傅洪來首度開課傳授大目船模型製作，象徵傳統技藝傳承，順利於同年8月16日展出，意義非凡。

## 圖輯

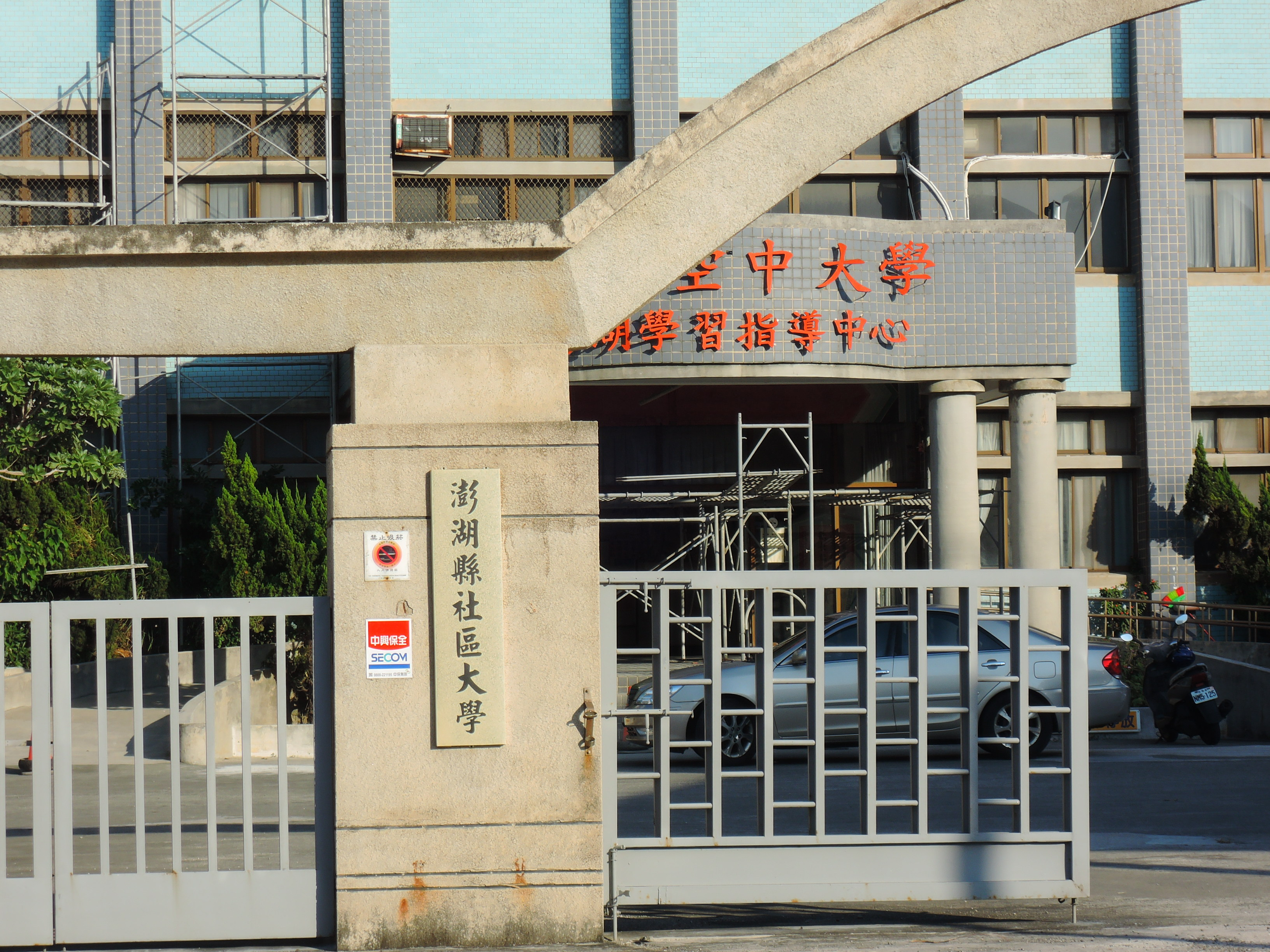
澎湖社區大學招牌
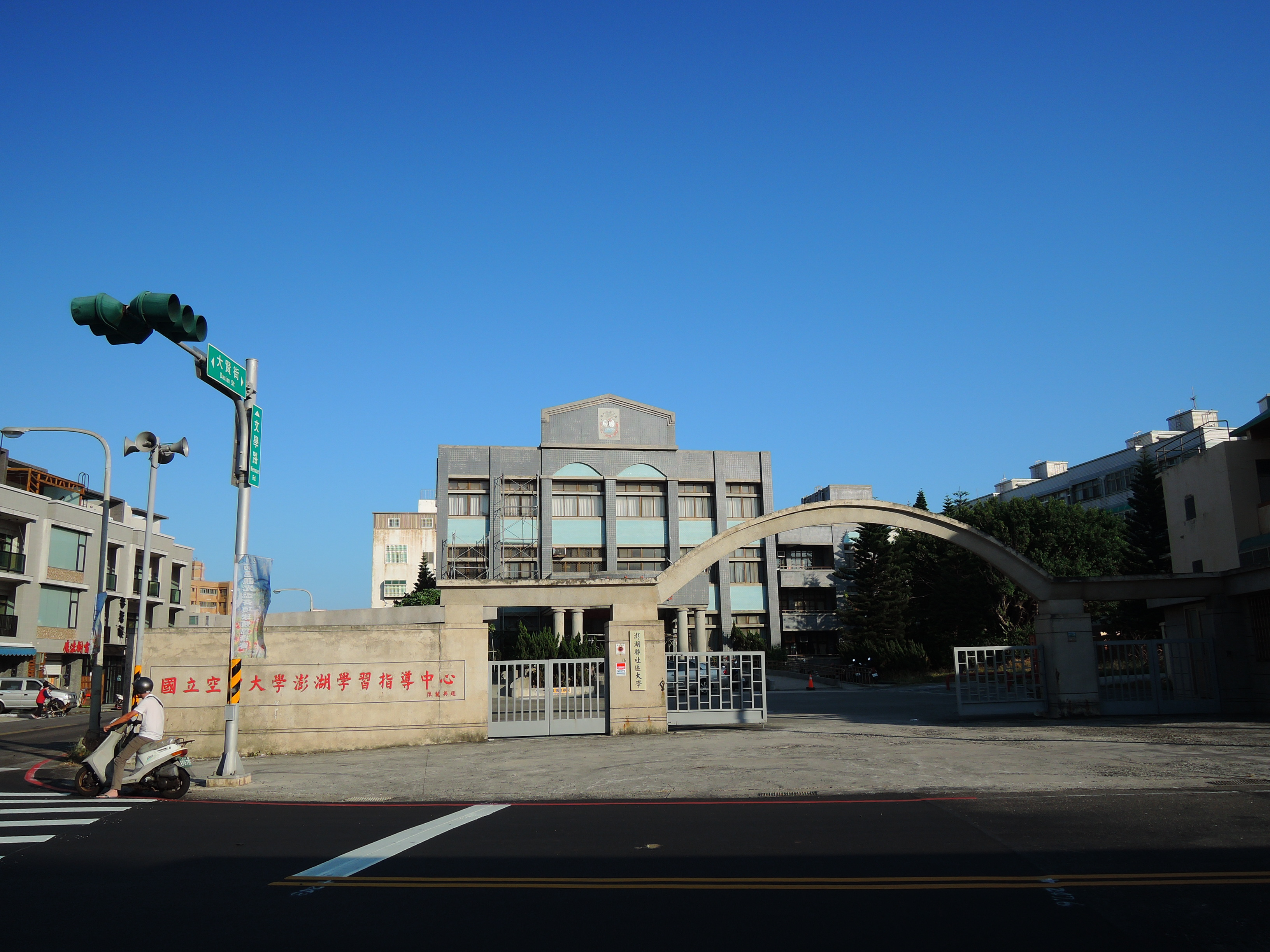
澎湖社區大學暨空中大學澎湖指導中心
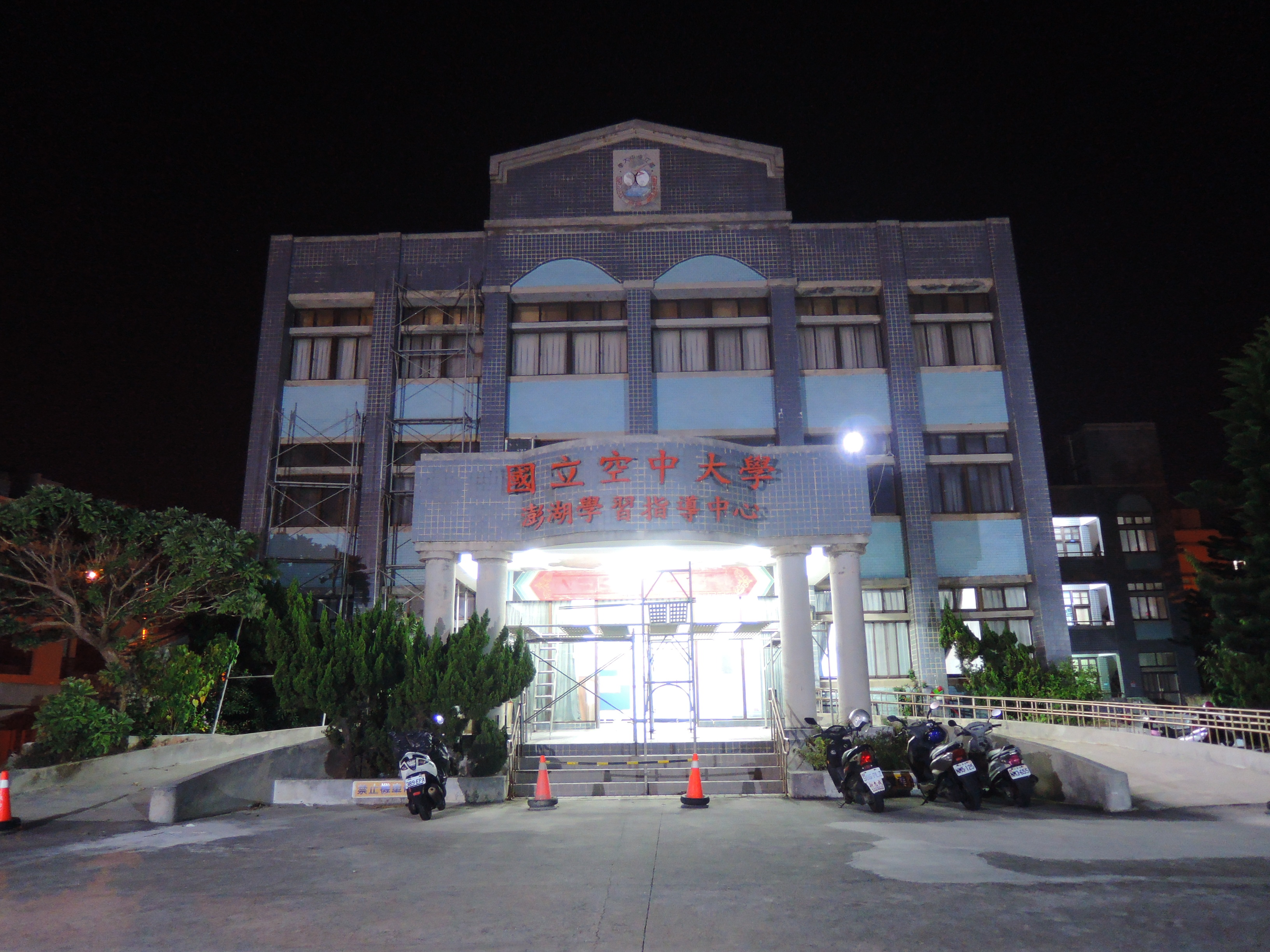
行政大樓入口（夜景）
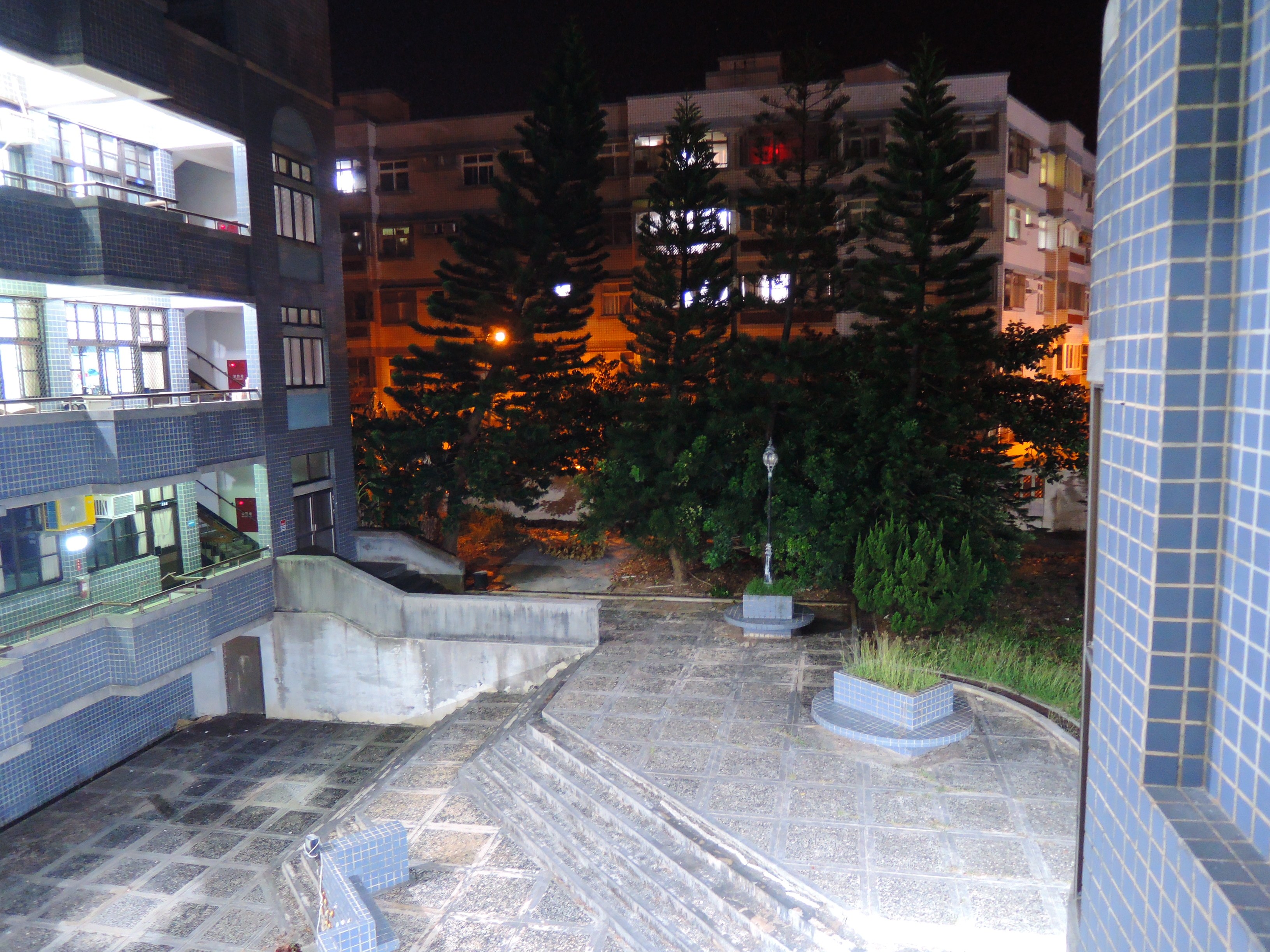
迴廊、校園
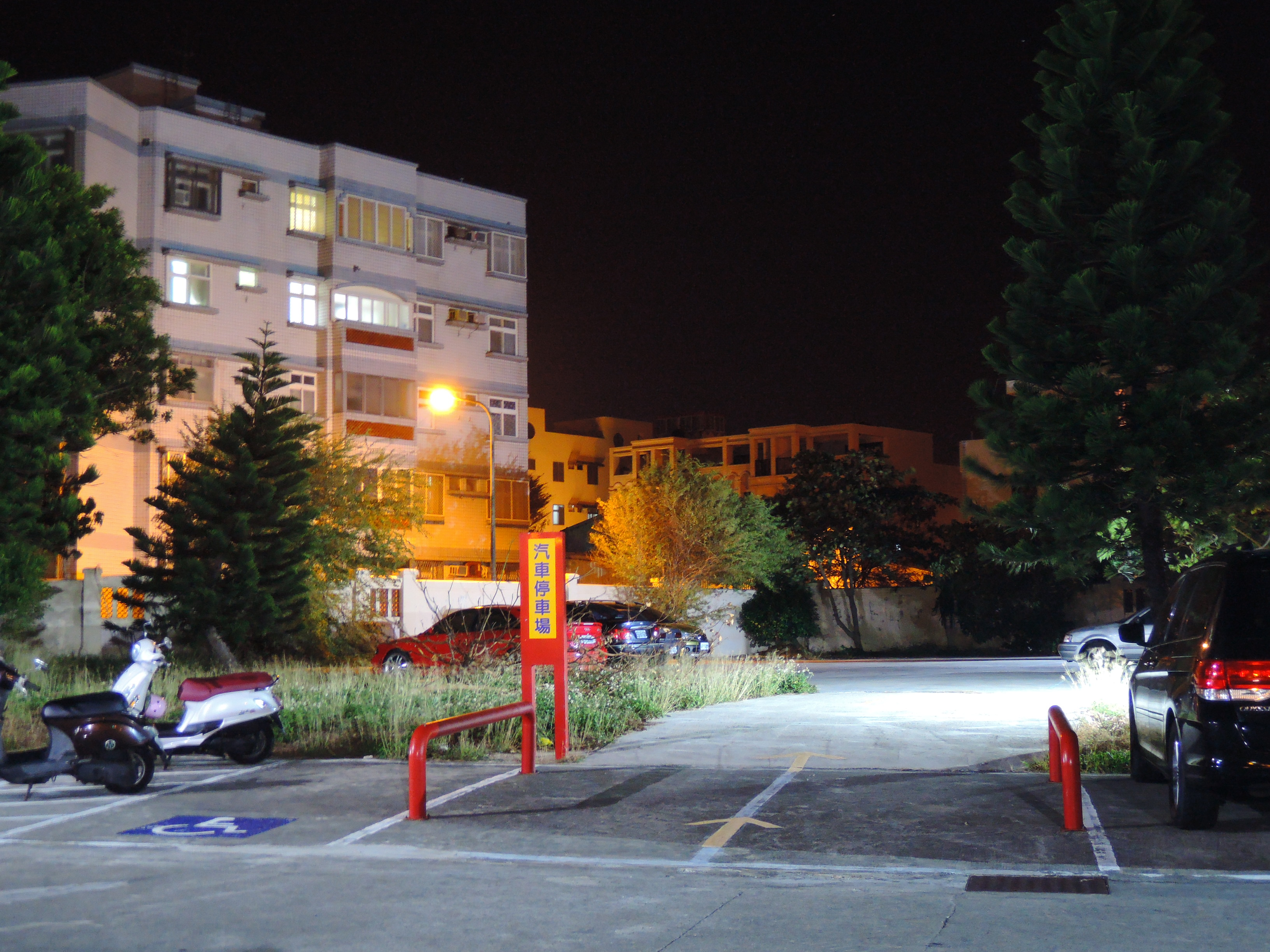
停車空間

## 外部連結
- 澎湖縣社區大學的Facebook專頁
- 澎湖縣社區大學網站 （页面存档备份，存于）
- 2009-2016澎湖縣社區大學影音活動紀錄 （页面存档备份，存于）